# بيتر تاتشل
بيتر غاري تاتشل (بالإنجليزية: Peter Tatchell)، (من مواليد 25 يناير من عام 1952)، هو ناشط بريطاني، من أصول أسترالية، في مجال حقوق الإنسان، ويشتهر بعمله مع الحركات الاجتماعية للمثليات والمثليين ومزدوجي التوجه الجنسي والعابرين جنسيًا (مجتمع الميم).
في عام 1981، اختار حزب العمال للبرلمان البريطاني تاتشل كمرشح عن دائرة بيرموندسي الانتخابية. استنكر زعيم حزب العمال، مايكل فوت، ترشيح تاتشل للانتخابات بسبب دعمه الظاهري لاتخاذ إجراءات خارج البرلمان ضد حكومة مارغريت تاتشر. سمح له حزب العمال بعد ذلك بالترشح للانتخابات الفرعية لدائرة بيرموندسي الانتخابية في شهر فبراير من عام 1983، غير أنه خسر المقعد لصالح مرشح الحزب الليبرالي. قام تاتشل في تسعينيات القرن العشرين بحملة لدعم حقوق مجتمع الميم من خلال مجموعة العمل المباشر التي حملت اسم «آوتريج!» والتي شارك في تأسيسها. عمل تاتشل على العديد من الحملات، كحملة أوقفوا موسيقى القتل، المناهضة لكلمات الأغاني التي يُقال بأنّها تحرض على العنف ضد مجتمع الميم. يكتب تاتشل حول مواضيع قضايا حقوق الإنسان والعدالة الاجتماعية. سعى تاتشل إلى اعتقال رئيس زمبامبوي، روبرت موغابي، بشكل مدني مرتين، الأولى في عام 1999، أما الثانية فكانت في عام 2001.
انضم تاتشل في شهر أبريل من عام 2004، إلى حزب الخضر في إنجلترا وويلز، واختير في عام 2007، كمرشح برلماني محتمل عن دائرة أكسفورد الشرقية الانتخابية، لكنه أعلن انسحابه في شهر ديسمبر من عام 2009 بسبب إصابة في الدماغ قال أنها كانت بسبب حادث باص، وبسبب الأذية التي تسبب بها كل من حراس موغابي الشخصيين عندما حاول تاتشل اعتقاله في عام 2001، والنازيين الجدد في موسكو أثناء قيامه بحملة لدعم حقوق المثليين. يشغل تاتشل منذ عام 2011 منصب مدير مؤسسة بيتر تاتشل.

## بداية حياته
وُلد تاتشل في مدينة ملبورن، أستراليا. كان والده عامل مخرطة، أما والدته فكانت تعمل في مصنع للبسكويت. تطلق والداه عندما كان في الرابعة من عمره، وتزوجت والدته بعد طلاقها بفترة قصيرة.
اضطر تاتشل إلى ترك المدرسة في عام 1968، عندما كان يبلغ 16 عامًا، بسبب الأعباء الاقتصادية التي عانت منها العائلة بسبب الفواتير الطبية. بدأ العمل ككاتب لافتات ومصمم واجهات في المتاجر الكبرى. يدعى تاتشل بأنه استخدم تصنّع هاتين المهنتين في نشاطه النضالي.
يقول تاتشل، الذي نشأ على الديانة المسيحية، بأنه «تخلى عن إيمانه منذ زمن بعيد»، وأنه ملحد. يتردد على نطاق واسع بأن تاتشل خُضَري، إلا أنّه يصف نفسه بأنه لا يأكل اللحم، لكنه يأكل البيض والجبنة، إضافة إلى السلمون البري، وفقًا ليريتشارد فيربراس، مما يعني أن تاتشل نباتي أسماك.
أصبح تاتشل مهتمًا بأنشطة المغامرة الخارجية كالركمجة وتسلق الجبال. قال تاتشل، في حديثة لبرنامج آني كويستشينز؟ الحواري على راديو بي بي سي 4 في حديثه حول كيفية جعل الحماية والمخاطر القانونية من المعلمين مترددين في اصطحاب الطلاب في مغامرات في الهواء الطلق، بأن الأنشطة الخارجية ساعدته في تطوير شجاعة تحمّل المخاطر السياسية في مسيرته.